# Lista de pessoas que desapareceram misteriosamente

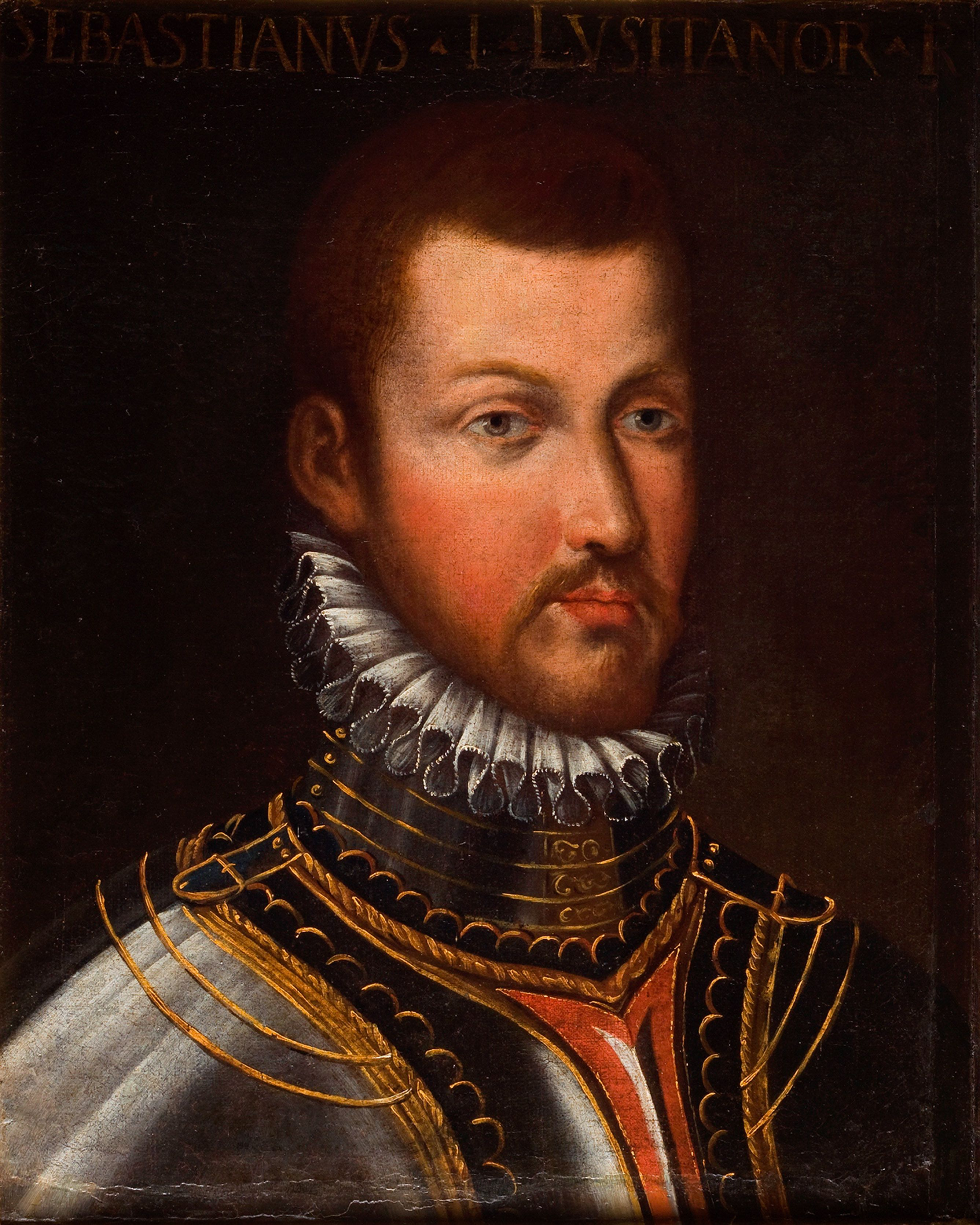
O desaparecimento de D. Sebastião em 1578 deu origem ao "sebastianismo"

Esta é uma lista de pessoas que desapareceram misteriosamente, relacionando de forma cronológica casos de desaparecimento registrados no decorrer da história que tenham ocorrido a pessoas notórias e em circunstâncias não esclarecidas.

## Antes de 1800
- 71 a.C. – Embora tenha supostamente morrido em batalha, o corpo do escravo rebelde Espártaco jamais foi recuperado, e seu destino permanece desconhecido.[1]
- 117 – A legião romana Legio IX Hispana desaparece durante a conquista romana da Britânia. Diversas referências à tropa apareceriam posteriormente em obras de ficção.[2]
- 1021 – Aláqueme Biamir Alá, 6.° califa fatímida e 16.° imame ismaelita, dirige-se em seu burro para as colinas de Muqattam (nos arredores do Cairo) para uma de suas rotineiras sessões de meditação noturna, não retornando. As buscas pelo califa encontram apenas seus trajes ensanguentados e seu animal.[3]
- 1203 – Artur I, Duque da Bretanha, herdeiro do trono da Inglaterra apoiado pela nobreza francesa (que não queria João Sem Terra no poder) é capturado em 1202 em Mirebeau por partidários de João e aprisionado em Falaise, desaparecendo um ano depois, após ser transferido para Ruão.[4]
- 1483 – Eduardo V de Inglaterra (12 anos) e o Ricardo de Shrewsbury, duque de Iorque (9 anos), filhos de Eduardo IV de Inglaterra, são aprisionados na Torre de Londres por seu tio Ricardo III, nunca mais sendo vistos.[5]
- 1499 – O explorador italiano Giovanni Caboto desaparece, juntamente com seus cinco navios, durante uma expedição em busca de uma rota ocidental da Europa para a Ásia.[6]
- 1501 – O navegador português Gaspar Corte Real desaparece enquanto tentava encontrar a Passagem do Noroeste. Dois de seus navios retornaram a Lisboa, mas o terceiro, com ele a bordo, perde-se no mar.[7]
- 1502 – Miguel Corte Real parte à procura de seu irmão Gaspar. Assim como ele, seguiu com três navios, e igualmente ao ocorrido com seu irmão, apenas dois retornam enquanto o terceiro, como ele a bordo, desaparece sem deixar vestígios.[8]
- 1578 – D. Sebastião, décimo sexto rei de Portugal, é morto durante ou após a Batalha de Alcácer-Quibir. Filipe II manda trasladar para o Mosteiro dos Jerónimos um corpo que alegava ser o do rei, mas o povo recusa-se a acreditar na morte, o que leva ao surgimento do "sebastianismo".[9]
- 1590 – A Colônia de Roanoke é encontrada abandonada, e o destino dos colonos que a habitavam permanece desconhecido.[10]
- 1611 – Após um motim em seu navio Discovery, Henry Hudson, seu filho adolescente e seis outros são abandonados em um pequeno bote na Baía de Hudson, e nunca mais são vistos novamente.[11]

## 1800 a 1899
- 1826 – William Morgan desaparece pouco antes de seu livro com segredos da maçonaria ser publicado.[12]
- 1848 – O explorador e naturalista Ludwig Leichhardt parte do Rio Condamine para o Rio Swan, na Austrália. A expedição é vista pela última vez em Darling Downs; evidências sugerem que ela tenha desaparecido no Grande Deserto Arenoso.[13]
- 1872 – O bergantim Mary Celeste é encontrado abandonado à deriva em direção ao estreito de Gibraltar, e o desaparecimento dos oito membros da tripulação e das duas passageiras torna-se o centro de um dos mistérios mais duradouros da história naval.[14]
- 1890 – Louis Le Prince, pioneiro do cinema, desaparece após embarcar em um trem em Dijon com destino a Paris.[15]

## 1900 a 1999
- 1909 – O velejador Joshua Slocum desaparece após partir de Martha's Vineyard com destino a América do Sul na chalupa Spray.[16]
- 1913 – O inventor e engenheiro mecânico Rudolf Diesel desaparece a bordo de um vapor que seguia da Antuérpia para Londres; supõe-se que tenha cometido suicídio ao jogar-se ao mar, ou ainda que tenha sido assassinado.[17]
- 1914 – O escritor e jornalista Ambrose Bierce supostamente junta-se ao exército de Pancho Villa como observador, morrendo ou sendo executado durante uma das batalhas da Revolução Mexicana.[18]
- 1924 – O aviador Artur de Sacadura Freire Cabral desaparece em algum ponto do Mar do Norte quando voava em direção a Lisboa.[19]
- 1925 – O explorador e arqueólogo britânico Percy Fawcett, juntamente com seu filho mais velho Jack e seu amigo Raleigh Rimmell, parte para a Serra do Roncador, Mato Grosso, à procura da "Cidade Perdida de "Z". Apesar de diversas teorias para explicar o desaparecimento e várias expedições à procura do trio (que juntas vitimaram mais de 100 pessoas), seu destino permanece um mistério.[20]
- 1925 – Os aviadores Charles Nungesser e François Coli desaparecem enquanto tentavam realizar o primeiro voo transatlântico de Paris a Nova York no biplano White Bird.[21]
- 1928 – O explorador Roald Amundsen parte com seu hidroavião em missão de resgate ao dirigível Italia, desaparecendo no Ártico.[22]
- 1937 – A aviadora Amelia Earhart e seu navegador Fred Noonan desaparecem nos arredores da Ilha Howland enquanto tentavam realizar um voo de circum-navegação do globo.[23]
- 1938 – O físico Ettore Majorana desaparece durante uma viagem de barco de Palermo a Nápoles.[24]
- 1939 – A romancista estadunidense Barbara Newhall Follett desaparece misteriosamente.
- 1941 – O diplomata Kazys Bizauskas desaparece quando era transportado para uma prisão soviética em Minsk. Supõe-se que tenha sido executado em conjunto com outros prisioneiros durante a repressão estalinista.[25]
- 1944 – O avião do escritor  e piloto Antoine de Saint-Exupéry desaparece durante uma missão de reconhecimento sobre a França sob ocupação nazista.[26]
- 1944 – O popular músico de jazz Glenn Miller decola da Inglaterra para tocar para tropas na França recém-liberada quando o avião em que estava desaparece sobre o Canal da Mancha. Na condição de militar do exército dos Estados Unidos desaparecido em época de guerra, Miller continua listado como "perdido em ação".[27]
- 1945 – Heinrich Müller, líder da Gestapo e um dos ocupantes do Führerbunker, é visto pela última vez no dia seguinte ao suicídio de Hitler. Seu arquivo na CIA e documentos relacionados avaliam que, apesar de seu destino não ser conhecido, ele provavelmente morreu em Berlim nos primeiros dias de maio de 1945.[28]
- 1945 – Constanze Manziarly, cozinheira e nutricionista de Hitler, desaparece enquanto tentava fugir de Berlim após a invasão soviética e a derrocada da Alemanha Nazista. Supõe-se que tenha sido estuprada e assassinada por soldados soviéticos em um dos túneis do Metrô de Berlim.[29]
- 1945 – Subhas Chandra Bose, um dos mais proeminentes líderes do movimento pela independência da Índia, desaparece após um acidente aéreo em Taiwan. O corpo não é recuperado, levantando diversas teorias acerca de seu paradeiro.[30]
- 1945 – Voo 19: cinco torpedeiros TBF Avenger da Marinha dos Estados Unidos desaparecem enquanto realizavam um voo de treinamento na região conhecida como Triângulo das Bermudas. Durante uma subsequente missão de busca, dois hidroaviões Martin PBM Mariner também desaparecem, aparentemente resultado de uma explosão em pleno ar. Nenhum resquício das sete aeronaves e dos 21 tripulantes envolvidos é encontrado.[31]
- 1953 – O tenente Felix Moncla, piloto, e o segundo-tenente Robert Wilson, operador de radar, desaparecem quando seu Northrop F-89 Scorpion da Força Aérea dos Estados Unidos perde contato com a Base Aérea de Kinross enquanto sobrevoava o Lago Superior tentando interceptar uma aeronave desconhecida sobre espaço aéreo canadense, próximo à fronteira entre os Estados Unidos e o Canadá. A Força Aérea identificou a segunda aeronave como um Douglas C-47 Skytrain do Comando Aéreo das Forças Canadenses, cruzando o Lago Superior a uma altura de 7,000 pés, do oeste para o leste, de Winnipeg a caminho de Sudbury. Alguns ufologistas associaram o desaparecimento a uma suposta atividade de discos voadores, referindo-se a ele como "Incidente Kinross".[32]
- 1958 – Um Cessna 310 levando o revolucionário cubano Camilo Cienfuegos de Camagüey a Havana desaparece sobre o mar.[33]
- 1961 – A milionária Dana de Teffé desaparece na ocasião de uma viagem com seu advogado e suposto amante Leopoldo Heitor. Acusado de matá-la e de tentar se apossar de seus bens, ele alega que sua cliente foi sequestrada, sendo julgado e posteriormente absolvido.[34]
- 1962 – Frank Morris e os irmãos Clarence e John Anglin escapam da prisão de Alcatraz em um bote improvisado. As autoridades presumiram que o trio tenha morrido afogado, mas os corpos jamais foram encontrados.[35]
- 1967 – O primeiro-ministro da Austrália Harold Holt desaparece enquanto nadava na praia de Cheviot, em Point Nepean. Apesar de intensas buscas, o corpo não é encontrado.[36]
- 1971 – Após ameaçar explodir um  Boeing 727, D. B. Cooper recebe US$ 200 000 e pula de paraquedas da aeronave, jamais sendo visto novamente.[37]
- 1973 - O menino Carlinhos desaparece no Brasil, no que ficou conhecido como Caso Carlinhos
- 1975 – O líder sindical Jimmy Hoffa é visto pela última vez no estacionamento de um restaurante de Detroit. Supõe-se que pouco depois tenha sido assassinado pela máfia.[38]
- 1978 – Frederick Valentich desaparece enquanto sobrevoava sozinho o Estreito de Bass em um Cessna 182. Seu último contato via rádio foi para informar que avistara uma aeronave não identificada, voando em alta velocidade e perigosamente próxima à sua.[39]
- 1979 - Etan Patz, de seis anos de idade, desaparece em Nova Iorque. Foi dele o primeiro rosto de criança desaparecida a ser divulgado em pacotes de leite nos Estados Unidos. O seu paradeiro nunca foi descoberto.
- 1985 – O físico Vladimir Alexandrov desaparece em Madri durante uma conferência sobre inverno nuclear.[40]
- 1985 - O jovem escoteiro Marco Aurélio Simon, desaparece no Pico dos Marins, no que ficou conhecido como Caso Marco Aurélio
- 1992 – Um helicóptero com o político Ulysses Guimarães, sua esposa Mora, o ex-senador Severo Gomes, sua mulher Henriquetta e o piloto Jorge Comeratto, cai no mar de Angra dos Reis, matando todos a bordo.[41] O corpo de Ulysses é o único a não ser recuperado, dando origem a teorias conspiratórias de sabotagem da aeronave e especulações a respeito de objetos recuperados do oceano, como um crânio encontrado na costa de Santa Catarina em 2001.[42][43]
- 1995 – O carro do músico Richey James Edwards é encontrado abandonado junto à Ponte do Severn, conhecida por atrair suicidas. Apesar do corpo não ter sido encontrado, Edwards é declarado oficialmente morto em novembro de 2008.[44]
- 1998 - Garoto de 11 anos desaparece e repercute na imprensa de Portugal, no que ficou conhecido como Caso Rui Pedro

## 2000 – presente
- 2002 – O catamarã Hakuna Matata, levando a bordo o jogador de basquete Bison Dele, sua namorada Serena Karlan, seu irmão Miles Dabord e o condutor Bertrand Saldo, parte da ilha de Moorea, na Polinésia Francesa com destino a Honolulu. Dabord é o único a voltar aos Estados Unidos; investigado posteriormente acerca do desaparecimento e provável assassinato de seus acompanhantes de viagem, suicida-se.[45]
- 2004 - Priscila Belfort Irmã do lutador de MMA Vítor Belfort trabalhava como funcionária pública na Secretaria Municipal de Esportes e Lazer, no centro do Rio de Janeiro. Desapareceu no dia 9 de janeiro de 2004, após sair do trabalho para almoçar. Seu real paradeiro é desconhecido até hoje. [46]
- 2007 – O cientista James Gray parte em seu veleiro Tenacious com a intenção de espalhar as cinzas de sua mãe nas Ilhas Farallon, não retornando. Apesar de uma das mais ambiciosas missões de resgate realizadas, nenhum sinal de Gray e sua embarcação são detectados.[47]
- 2007 – Madeleine McCann, uma menina britânica, desapareceu após ser deixada sozinha por seus pais em um apartamento durante as férias da sua família na praia da luz em Algarve, Portugal.[48]
- 2009 – O professor Craig Arnold parte para uma caminhada exploratória na ilha vulcânica de Kuchinoerabujima, não retornando. As equipes de busca encontram seus últimos rastros próximos a um penhasco, supondo que ele tenha sofrido uma queda fatal.[49]
- 2019 - Rebecca Reusch, uma adolescente alemã que morava em Berlim, não apareceu para a escola em 18 de fevereiro e continuou desaparecida desde então. A polícia acredita que ela foi vítima de homicídio.[50]